# 神木サラ
神木 サラ（かみき さら、中: 神木沙罗。2000年8月18日 - ）は、日本のグラビアアイドル・AV女優。

## 経歴・人物
2000年8月18日、岩手県に生まれる。8月18日生まれであることは専属契約先のFALENOのサイトで確認できる。2020年9月8日付けの報道で20才であることから、つじつまの合うのは2000年生まれ。 
幼稚園時代にオナニーに目覚める。自転車に乗れるようになって、段差を通過する際の刺激が気持ちいいことに気づく。段差を通るときに全体重をかけたり、わざと段差がある場所を通ったりしていた。小学校在学中、宿題でパソコンを使うときがあるが、それでイチャイチャ系のAVサンプルを観ていた。本番シーンはない。
初恋は（多分）中学1年生の時。中学校在学中、完全にオナニーと自覚した上で角オナをした。おかずはソフトなイチャイチャ系のAVのサンプル。
初体験は17歳のとき。相手は付き合っていた同級生、場所は彼の自宅。初体験の後、1週間くらい出血が止まらなくて、（本人によると）処女膜が厚かったのかと思った。5回くらいしてから、ようやく気持ちよくなった。
高等学校ではバスケ部に所属。引退後、それまで体作りのために我慢していた甘いものを食べ始めるとバストが急成長、周囲の視線も自然とそこに注がれる。百貨店のケーキ屋でアルバイトをしていたところ、制服の胸のボタンがきつくて困った。それまでに経験したことがない事象で、とにかく恥ずかしかった。周りの人は「グラビアをやりなよ」と言ってくれたが、これがデビューのきっかけとなった。
人見知りの性格を克服すべく、2020年の6月にグラビアに初挑戦。（この時は水着）。7月7日発売の『FLASH』誌でヌードを解禁。これについて本人は「カメラの前に立つと緊張して、笑顔がぎこちなかったり、動きがへんに固まるんです。どうしたらいいか考えたんですけど…全部脱いじゃえば開き直れるかもと、ヌードに挑戦しました（笑）。隠すから逆に恥ずかしかったのか、全部さらけ出したら大胆になれて」と述べている。
2020年9月にはヘアヌードを解禁。
グラビア撮影の経験を通して、ヌード撮影の方が自分のなかで生き生きするって気が付いた。自分を出せるし、動けるし、楽しそうだからAVの方が向いていると思い、AVデビューを決める。2020年10月14日にFALENOでAVデビュー作の配信開始。

## その他
趣味はサイクリング、一人カラオケ。特技はキックボクシング、スノーボード、水泳、バスケットボール。

### おっぱいとその成長について
小学校・中学校在学中はノーブラ。17歳のとき初めてのブラジャーでBカップの膨らみを包む。この年、部活のバスケットボールを辞める。
18歳頃から食生活が変わり、腕立て伏せを始める。バストが急成長を始める（この頃Cカップ）。高校卒業の後、失恋が原因で痩せる。バストも少し小さくなったが、それでもEカップあった。2020年9月発売の『FLASH』誌で、「恋をすると大きくなり、失恋すると痩せて小さくなってしまう」と述べている。
20歳の時点でIカップ。乳製品をよく食べ、筋トレを始める。また、たくさん恋をした。